# New Paris (Indiana)
New Paris é uma Região censo-designada localizada no estado norte-americano de Indiana, no Condado de Elkhart.

## Demografia
Segundo o censo norte-americano de 2000, a sua população era de 1006 habitantes.

## Geografia
De acordo com o United States Census Bureau a cidade tem uma área de
2,2 km², dos quais 2,2 km² estão cobertos por terra e 0,0 km² estão cobertos por água.

## Localidades na vizinhança
O diagrama seguinte representa as localidades num raio de 16 km ao redor de New Paris.